# یولیا فرانک
یولیا فرانک (به آلمانی: Julia Franck) رمان‌نویس آلمانی معاصر است.
او در سال ۱۹۷۰ در برلین شرقی به دنیا آمد.
محور اصلی آثارش را عشق و هوس تشکیل می‌دهد.

## آثار
- فرود با چرخهای بسته
- آتش اردوگاه (رمان) پاییز ۲۰۰۳
- زن ظهر - رمان ٢٠٠٧